# Lirika
Lirika (pesništvo ali poetika) je velika skupina besedil, v kateri so besedila pisana v posebni obliki, v verzih oz. posebnih ritmičnih enotah. Tisti, ki se izpoveduje je t. i. pesniški ali lirski subjekt. Po navadi je to pesnik sam.

## Splošno o liriki
Pesem, v kateri pesnik izpoveduje svoja čustva in misli ali čustva in misli drugih ljudi, posameznikov ali celih skupin , je lirska pesem in tako pesništvo se imenuje lirika. Pri Grkih so besedilo in napev te vrste pesmi spremljali z brenkanjem na liro (gr., lyra), preprosto glasbilo s strunami, in od tod tudi ime. Vse do danes je lirska pesem tesno povezana z napevom še posebno to velja za lirsko ljudsko pesem, saj se je ta največ ohranjevala s petjem. Pevni značaj lirskih pesmi se kaže zlasti v enako zgrajenih kiticah z enotnim ritmom in istimi refreni, dostikrat tudi s stalnim refrenom.
Lirika je med vsemi leposlovnimi vrstami najbolj osebna ali subjektivna. Ne razodeva pa samo pesnikovega osebnega doživljanja. Lirik mora dati lastnim čustvom tako splošen značaj, da v njih vsakdo z občudovanjem spozna samega sebe. Če lirika izraža prvenstveno čustva (veselje, žalost, hrepenenje, razočaranje, upanje, obup, ljubezen, sovraštvo) je neposredna, čustvena ali emocionalna (iz fr.  émotion - čustvena razgibanost); če pa izraža predvsem misli, pa je posredna, miselna  ali 
refleksivna lirika. Pesnik se posledično izraža v lirskem slogu.

## Lirske pesmi po osnovi
Po osnovi so lirske pesmi neomejene; lahko izpovedujejo domovinska čustva, ljubezenska, nabožna, lahko pa so zbadljive, lahko govore o družbenih odnosih ali so zajeta iz otroškega življenja itd. Obstaja več vrst pesniških osnov, te so:
- Domovinske pesmi, (Domovinske ali patriotske pesmi)
- Ljubezenske pesmi, (Ljubezenske ali erotične pesmi)
- Obredne pesmi, (Obredne, nabožne ali religiozne pesmi)
- Zbadljive pesmi, (Zbadljive ali satirične pesmi)
- Družbene pesmi, (Pesmi, ki opevajo družbene odnose ali socialne pesmi)
- Otroške pesmi

## Lirske pesmi po obliki
Po obliki se lirske pesmi delijo na:
- Lirske pesmi s svobodno pesniško obliko

Svobodno pesniško obliko imajo vse ljudske lirske pesmi pa tudi večina umetnih. imenujejo se pesmi v ožjem pomenu besede. Po obsegu so navadno kratke ali vsaj ne preobsežne. Največkrat so zložene v preprostih kiticah z rimami in mnoge med njimi so pripravne za petje.
- Lirske pesmi s stalno pesniško obliko

Lirsko umetno pesništvo je razvilo tudi številne stalne oblike. V našo literaturo so zlasti prodrli vplivi iz antične klasike, številne romanske oblike in nekatere orientalske vrste.

## Antične oblike lirskih pesmi
- Žalostinka ali elegija
- Oda
- Himna ali hvalnica
- Slavospev ali ditiramb
- Psalm
- Epigram ali puščica
- Izrek ali gnoma
- Rek ali aforizem
- Geslo ali motto
- Navedek ali citat
- Uganka ali enigma

## Romanske oblike lirskih pesmi
- Sonet
- Glosa
- Seguidilla

## Orientalske oblike lirskih pesmi
- Gazela